# HCZ-gebouw

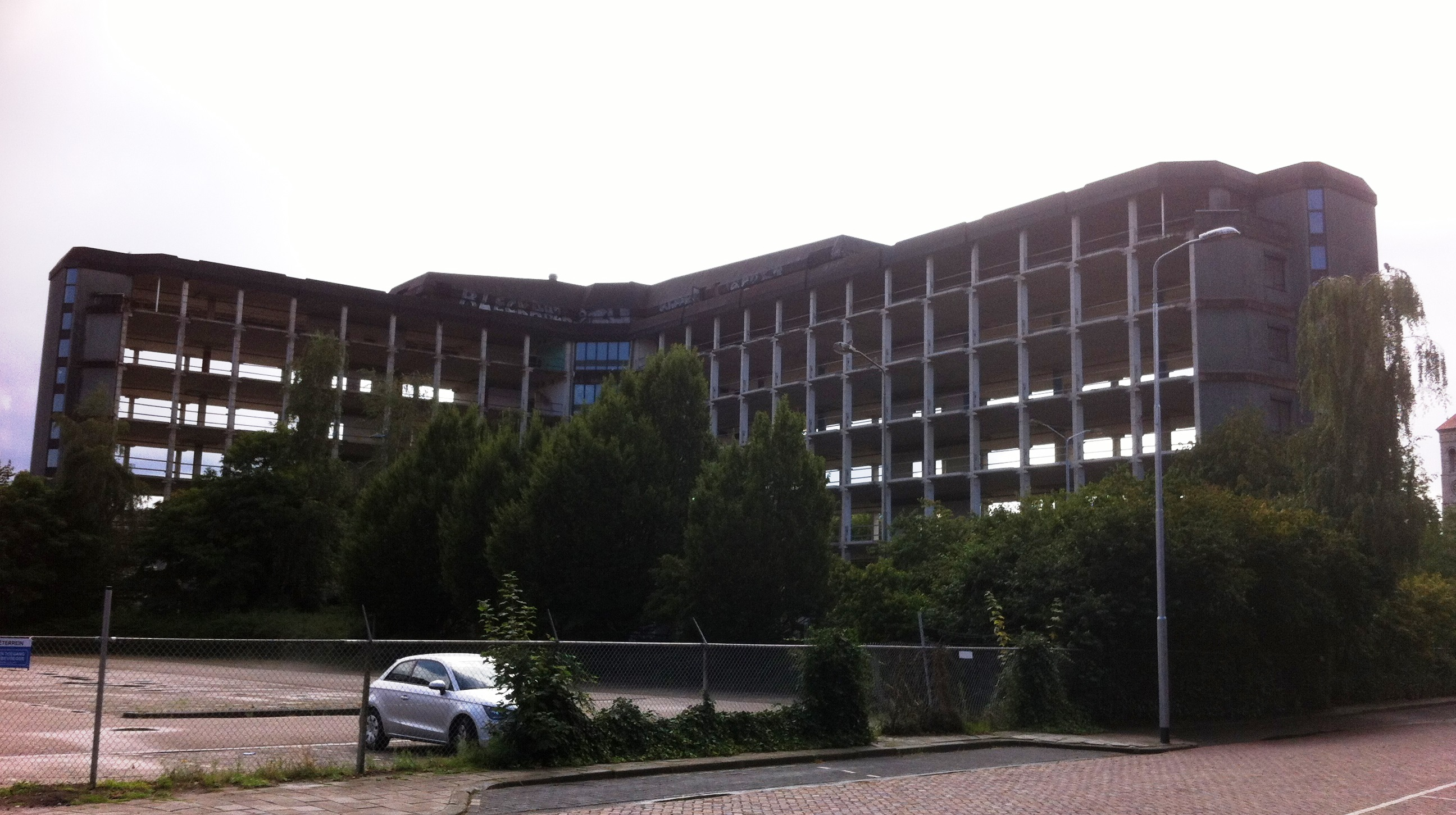
HCZ-gebouw in 2016

Het HCZ-gebouw was een kantoorgebouw en voormalig kraakpand aan de Vonderweg 11 in Eindhoven.
Het pand werd in 1980 gebouwd als kantoor voor AGO-verzekeringen. Tussen 1994 en 2007 was het in gebruik bij Koninklijke Philips Electronics N.V., die er een software-afdeling vestigde. Het gebouw heeft 360 kamers op een vloeroppervlak van 11.000 m². De afkorting H.C.Z. is afkomstig van Philips en wordt gebruikt voor het kenmerken van onroerend goed: H=huur C=centrum Z=object. Binnen de kraakwereld werd ook wel de naam Hippie Centrum Zuid gebruikt.
Nadat het pand in 2007 leeg kwam te staan, werd het op 3 december 2008 gekraakt. Het groeide in korte tijd uit tot het grootste kraakpand van Nederland en had in de tweede helft van 2009 ongeveer 160 bewoners. Het kantoorpand werd een cultureel centrum, waar kunstenaars een atelier konden starten. Ook was er een kapsalon, een eetcafé en een weggeefwinkel en werden er diverse feesten georganiseerd.
Eind december 2009 oordeelde de rechter dat het pand per 1 februari 2010 door de krakers verlaten en ontruimd moest zijn. Bij een afscheidsfeest in de laatste week werd grote schade aan het interieur van het gebouw aangebracht, terwijl er in de gekraakte periode geen sprake van overlast was. Later had het gebouw in het kader van antikraak nog enkele bewoners. In 2013 werden de gevels van het gebouw gesloopt. Eigenaar Breevast wilde het pand deels slopen en deels renoveren om het weer geschikt te maken voor verhuur. Dit is niet meer gerealiseerd; in 2021 is het HCZ-gebouw gesloopt.